# OutRunners
OutRunners (アウトランナーズ?) è un videogioco arcade del 1993 pubblicato da SEGA. Seguito del simulatore di guida Out Run, il gioco è stato convertito per Sega Mega Drive e distribuito da Data East nel mercato statunitense.